# Lonzac (Charente Marítim)
Lonzac és un municipi francès situat al departament del Charente Marítim i a la regió de la Nova Aquitània. L'any 2007 tenia 239 habitants.

## Demografia

### Població
El 2007 la població de fet de Lonzac era de 239 persones. Hi havia 92 famílies de les quals 20 eren unipersonals (20 dones vivint soles i 20 dones vivint soles), 32 parelles sense fills, 36 parelles amb fills i 4 famílies monoparentals amb fills.
La població ha evolucionat segons el següent gràfic:
Habitants censats

### Habitatges
El 2007 hi havia 117 habitatges, 96 eren l'habitatge principal de la família, 8 eren segones residències i 13 estaven desocupats. 114 eren cases i 2 eren apartaments. Dels 96 habitatges principals, 84 estaven ocupats pels seus propietaris, 10 estaven llogats i ocupats pels llogaters i 2 estaven cedits a títol gratuït; 2 tenien una cambra, 7 en tenien dues, 10 en tenien tres, 24 en tenien quatre i 53 en tenien cinc o més. 73 habitatges disposaven pel capbaix d'una plaça de pàrquing. A 29 habitatges hi havia un automòbil i a 56 n'hi havia dos o més.

### Piràmide de població
La piràmide de població per edats i sexe el 2009 era:
| Homes | Edats   | Dones |
| ----- | ------- | ----- |
| 0     | 95 o +  | 0     |
| 0     | 90 a 94 | 0     |
| 0     | 85 a 89 | 0     |
| 4     | 80 a 84 | 0     |
| 12    | 75 a 79 | 4     |
| 8     | 70 a 74 | 12    |
| 12    | 65 a 69 | 12    |
| 4     | 60 a 64 | 4     |
| 0     | 55 a 59 | 4     |
| 8     | 50 a 54 | 4     |
| 8     | 45 a 49 | 12    |
| 28    | 40 a 44 | 8     |
| 8     | 35 a 39 | 20    |
| 0     | 30 a 34 | 12    |
| 4     | 25 a 29 | 0     |
| 12    | 20 a 24 | 8     |
| 20    | 15 a 19 | 4     |
| 12    | 10 a 14 | 16    |
| 4     | 5 a 9   | 8     |
| 0     | 0 a 4   | 0     |

## Economia
El 2007 la població en edat de treballar era de 150 persones, 106 eren actives i 44 eren inactives. De les 106 persones actives 102 estaven ocupades (55 homes i 47 dones) i 4 estaven aturades (1 home i 3 dones). De les 44 persones inactives 20 estaven jubilades, 11 estaven estudiant i 13 estaven classificades com a «altres inactius».

### Ingressos
El 2009 a Lonzac hi havia 101 unitats fiscals que integraven 243 persones, la mediana anual d'ingressos fiscals per persona era de 17.486 €.

### Activitats econòmiques
Dels 11 establiments que hi havia el 2007, 1 era d'una empresa alimentària, 1 d'una empresa de construcció, 5 d'empreses de comerç i reparació d'automòbils, 1 d'una empresa d'hostatgeria i restauració, 2 d'empreses immobiliàries i 1 d'una empresa de serveis.
Dels 4 establiments de servei als particulars que hi havia el 2009, 2 eren tallers de reparació d'automòbils i de material agrícola, 1 lampisteria i 1 restaurant.
Dels 2 establiments comercials que hi havia el 2009, 1 era una fleca i 1 una carnisseria.
L'any 2000 a Lonzac hi havia 11 explotacions agrícoles.

## Equipaments sanitaris i escolars
El 2009 hi havia una escola elemental integrada dins d'un grup escolar amb les comunes properes formant una escola dispersa.

## Poblacions més properes
El següent diagrama mostra les poblacions més properes.